# Samuel Palumbus
Samuel Palumbus, född 1602 i S:t Laurentii församling, Söderköping, död februari 1654 i Östra Husby församling, Östergötlands län, var en svensk präst och riksdagsman.

## Biografi
Samuel Palumbus föddes 1602 i S:t Laurentii församling, Söderköping. Han var son till kyrkoherden Nicolaus Palumbus och Ragnild Larsdotter Laurin. Palumbus blev i augusti 1622 student vid Uppsala universitet och 10 februari 1629 filosofie magister. Han prästvigdes 1632 och blev 1633 kyrkoherde i Östra Husby församling med villkor att skaffa sig pfalzgrevinnans godkännande. Han avled 1654 i Östra Husby församling.
Palumbus var riksdagsman vid riksdagen 1635 och riksdagen 1643.

### Familj
Palumbus gifte sig första gången 1632 med Anna Jonsdotter (död 1641). Hon var änka efter kyrkoherden Andreas Nicolai i Östra Husby församling. Palumbus och Jonsdotter fick tillsammans barnen borgmästaren Benjamin Palumbus (1634–1678) i Lund, Catharina Palumbus (1636–1704) som var gift med lantmätaren Johan Tranman i Älvsborgs län,  Elisabeth Palumbus (1642–1675) som var gift med borgmästaren Joakim Wibbling i Söderköping och Maria Palumbus (född 1641).
Palumbus gifte sig andra gången 1642 med Brita Ström (död 1651). Hon var dotter till borgmästaren Måns Svensson (Bröms) och Kirstin Henricsdotter i Norrköping. De fick tillsammans barnen Måns Palumbus (född 1643), guvernementskamreren Nils Palumbus (född 1645) i Stralsund, Anna Palumbus (född 1647), amiralitetsöverkommissarien Samuel Gripenklo (1648–1689), Kerstin Palumbus (född 1649) och räntmästaren Joel Palumbus (född 1651) i Kalmar.